# Йончева, Соня
Соня Йончева (болг. Соня Йончева; род. 25 декабря 1981, Пловдив) — болгарская оперная певица (сопрано). Брат — рок-певец Марин Йончев. Живёт в швейцарском кантоне Во.

## Биография
Изучала вокал и фортепиано в Национальной музыкальной школе Пловдива. Завоевала ряд национальных премий, вышла в финал конкурса Энрико Карузо в Милане. В 2003 году участвовала в гала-концерте под патронажем Николая Гяурова и Миреллы Френи в Милане. В 2009 году получила диплом магистра в Женевской консерватории.
Йончеву пригласили в музыкальную академию «Jardin des Voix» для молодых певцов в 2007 году. Дирижёр Уильям Кристи, который основал эту академию, продолжил сотрудничать с Йончевой. Также она работала с Эммануэль Аим.
В 2010 году Йончева выиграла конкурс Operalia и приз CulturArte. В мае 2011 года она исполнила партию Клеопатры в опере «Юлий Цезарь» в театрах Туркуэна и Реймса, а также в Королевской опере Версаля. В июне она дебютировала в партии Адины в «Любовном напитке», спектакль проходил в рамках Фестиваля музыкальных ночей в Пенье.
В ноябре 2013 года Йончева дебютировала в Метрополитен-опере в партии Джильды в опере «Риголетто». Это случилось до ранее запланированного официального дебюта. В 2014 году Йончева исполнила партию Мими в «Богеме», а затем в конце года выступила в партии Виолетты в опере Джузеппе Верди. В 2015 году приняла участие на открытии сезона в опере «Отелло» в партии Дездемоны. Осенью дебютировала в заглавной партии в опере «Норма» на сцене Ковент-Гардена, где уже исполнила партию Антонии в «Сказках Гофмана» в том же году.
В июне 2017 года исполнила партию Мими в «Богеме» на сцене театра Ла Скала. Её выступление на сцене Метрополитен-оперы в заглавной партии в опере «Тоска» принесло Йончевой признание критиков. Она также установила рекорд, став первой певицей в заглавной роли, которая трижды в одном сезоне выступила в транслировавшихся в кинотеатрах постановках Метрополитен-оперы (в операх «Тоска», «Богема» и «Луиза Миллер»). В 2018 году Йончева приняла участие в первой постановке с 1958 года оперы «Пират» Виченцо Беллини в театре Ла Скала в партии Имоджене, которую последний раз исполняла Мария Каллас, и её исполнение оценили в прессе, заявив, что «видят Йончеву, которая станет в один ряд в Зале славы Ла Скала».
В 2019 году Йончева объявила, что ждёт рождения ребёнка в конце года, в результате чего не принимала участия с июля до ноября. Она вернулась на Puccini Gala, выступив в Эльбской филармонии в Гамбурге, а затем приняла участие в концертах в Москве и Софии. Йончева должна была исполнять заглавные роли в новых постановках сезонов 2019/20 и 2020/21 годов, но из-за пандемии коронавируса премьеры были отменены.
В июне 2020 года Йончева организовала компанию «SY11» в Пловдиве.
Соня Йончева и компания «Rolex» запланировали серию концертов, в которых приняли артисты, которые не смогли выступать из-за пандемии. Она была ведущей на концерте «Perpetual Music» в сентябре в Немецкой государственной опере, в котором приняли участие 14 певцов и музыкантов.
До конца 2020 года Йончева давала сольные концерты, а также исполнила партию Тоски в опере Пуччини в Баварской опере, участвовала в концерте A Riveder le Stelle в театре Ла Скала и в рождественском концерте, который был организован телекомпанией ZDF.
В 2021 году на сцене Метрополитен-оперы приняла участие в концерте «Met Stars Live in Concert». Также участвовала в концерте «Fauteils d’Orchestre», транслировавшимся по каналу France 5. Затем она вновь приняла участие в ряде сольных концертов, которые прошли в испанских городах Валенсии, Бильбао и Мадриде. На сцене Венской оперы Йончева исполнила партию Тоски. В июне выступила в концерте «Musiques en Fête» на фестивале Chorégies d’Orange, который транслировался по каналу France 3. Летом она исполнила партию Стефаны в опере «Сибирь» Умберто Джордано во Флоренции, выступила в «Травиате» на Арене ди Верона, эта опера транслировалась каналами ZDF и 3sat, а также участвовала в сольных концертах в Тулузе, Мюнхене, Баден-Бадене, Любляне, Монпелье, Софии, Бухаресте и Зальцбурге.

## Репертуар
В репертуаре певицы роль Изабеллы в «Удачной уловке» Россини, Петух и Сова в сказочной опере Яначека «Приключения лисички-плутовки», Юнона в «Возвращении Улисса на родину» и Поппея в «Коронации Поппеи» Монтеверди, Норина в «Доне Паскуале» Доницетти, Клеопатра в «Юлии Цезаре» и Поппея в «Агриппине» Генделя, Фьордилиджи в «Так поступают все» Моцарта, Лейла в «Искателях жемчуга» Бизе, Серпина в опере «Служанка-госпожа» Перголези.

## Творческие связи
Работала с такими дирижёрами, как Уильям Кристи, Диего Фазолис, Джеймс Конлон, Адам Фишер, Томас Хенгельброк, Эммануэль Аим, Фабио Бьонди, Оттавио Дантоне и др.

## Признание
Завоевала первую премию на международном конкурсе оперных певцов «Опералия» в 2010 году.